# Martin Roubík
Martin Roubík (24. října 1949 Praha – 9. září 2008 Praha) byl český architekt a pedagog, známý především jako spoluzakladatel mezinárodně uznávané architektonické skupiny Snøhetta, která navrhla mimo jiné novou Alexandrijskou knihovnu v Egyptě.

## Život
Martin Roubík byl vnukem historika Františka Roubíka. Studoval na Vysoké škole uměleckoprůmyslové v Praze a na Vysoké škole architektury v Oslu (AHO), kam odešel počátkem 70. let. Při studiu architektury na VŠUP byl totiž v roce 1971 z politických důvodů zatčen a ze studií vyloučen. Pobýval také na Yokohama Design Research Institute v Japonsku.
Po absolutoriu nastoupil v Oslu do ateliéru Lund + Slaatto Arkitekter. V roce 1987 spoluzakládal galerii a nadaci pro architekturu ROM a o rok později významnou architektonickou skupinu Snohetta, s níž v roce 1989 zvítězil v mezinárodní soutěži na Alexandrijskou knihovnu v Egyptě. Byl také zakladatelem norského nakladatelství ARFO. Jeho první manželkou byla Liv Mette Larsen, norská malířka, které se podařilo Martina Roubíka dostat z komunistického Československa. Druhou manželkou byla Ellen Johanne Kobro, s níž má dceru Milu, a v roce 2005 se oženil s architektou Reginou Loukotovou, se kterou má syna Františka.

### Profesní kariéra
S architektonickou kanceláří Snohetta Martin Roubík postavil v 90. letech významné stavby jako Umělecké muzeum v Lillehammeru, Alexandrijskou knihovnu či most přes fjord v Telemarku. Je také spoluautorem návrhu rekonstrukce Fíkovny v Královské zahradě Pražského hradu a dalších staveb v České republice i v zahraničí. Podílel se rovněž na rekonstrukci českého velvyslanectví v Oslu. V letech 2009-2010 proběhly výstavy jeho díla ve Frágnerově galerii v Praze, v Alexandrijské knihovně a v Nubian Museum in Asuán v Egyptě..
Jako vedoucí kanceláře GEM architects se úspěšně účastnil řady mezinárodních a domácích soutěží. Mezi jeho poslední významné úspěchy patřil oceněný soutěžní návrh na Velké egyptské muzeum v Gíze.

### Pedagogická činnost a veřejné působení
V oblasti vzdělávání působil nejprve v norském Trondheimu a od roku 1992 především na pražské Fakultě architektury ČVUT, kde vedl vlastní ateliér. Byl rovněž zvolen děkanem Fakulty umění a architektury Technické univerzity v Liberci, rektor ho však odmítl jmenovat. Přednášel také na univerzitách v Göteborgu, Oxfordu, dánském Aarhusu a v Káhiře. Patřil ke skupině, z níž vzešla pražská soukromá vysoká škola architektury ARCHIP. V Oslu spoluzaložil galerii ROM a nakladatelství ARFO.
V posledních letech svého života na sebe upozornil veřejným angažmá, kdy patřil k čelním kritikům soutěže o Národní knihovnu v Praze. 

## Dílo
- Alexandrijská knihovna (jako člen ateliéru Snohetta)
- Umělecké muzeum v Lillehammeru (jako člen ateliéru Snohetta)
- Most přes fjord v Telemarku (jako člen ateliéru Snohetta)
- Rekonstrukce českého velvyslanectví v Oslu (jako člen ateliéru Snohetta)
- Rekonstrukce Fíkovny v Královské zahradě Pražského hradu (jako člen ateliéru Snohetta, později ve spolupráci GEM architects a  s D3A architekti)